# The Jade Box
The Jade Box é um seriado estadunidense de 1930, gênero suspense, dirigido por Ray Taylor, em 10 capítulos, estrelado por Jack Perrin, Louise Lorraine, Francis Ford e Eileen Sedgwick. O seriado foi produzido e distribuído pela Universal Pictures, veiculando nos cinemas estadunidenses entre 24 de março e 26 de maio de 1930.
Foi um filme parcialmente sonoro, com elementos ainda da era muda. Apenas uma versão incompleta sobrevive.

## Sinopse
John Lamar compra a Jade Box na Ásia, mas é roubado pelo seu amigo Martin Morgan. Um culto, procurando a caixa, pois ela contém o segredo da invisibilidade, rapta Lamar. Depois de descobrir o roubo, o culto envia uma mensagem para Martin e os filhos: Jack, filho de John Lamar, e Helen, filha de Martin Morgans. Jack procura a caixa enquanto Martin tenta descobrir o segredo da invisibilidade para seu próprio proveito.

## Elenco
- Jack Perrin … Jack Lamar, filho de John e noivo de Helen
- Louise Lorraine … Helen Morgan, filha de Martin e noiva de Jack
- Francis Ford … Martin Morgan, falso amigo de John Lamar
- Wilbur Mack … Edward Haines
- Leo White … Percy Winslow
- Monroe Salisbury … John Lamar, comprador original de Jade Box
- Jay Novello[4]
- Eileen Sedgwick
- Frank Lackteen

## Recepção crítica
Cline observa que, apesar de The Jade Box não ter grandes qualidades técnicas, demonstrou que um seriado de mistério pode ser melhorado pela adição de música e efeitos sonoros.

## Capítulos
1. The Jade of Jeopardy
2. Buried Alive
3. The Shadow Man
4. The Fatal Prophecy
5. The Unseen Death
6. The Haunting Shadow
7. The Guilty Man
8. The Grip of Death
9. Out of the Shadows
10. The Atonement

Fonte: